# Costi Cămărășan
Costi Cămărășan (născut Constantin Cămărășan, Sărmașu , județul Mureș, România) este un muzician rock român, compozitor, chitarist și cofondator în 1977, împreună cu Teo Peter, al formației Compact, respectiv fondator în 1988 al formației Compact C (prescurtare pentru Compact Cluj).
„De profesie sculer-matrițer, de vocație cântăreț rock” Costi Cămărășan este, de asemenea, creatorul unei o academii de rock'n'roll pentru copiii care iubesc muzica rock, Academia de Rock Costi Cămărășan (fondată în 2013), al cărui unic scop este educarea și perfecționarea deprinderilor tinerilor pasionați de muzică prin cursuri de chitară, chitară bas, baterie și claviaturi.  Este și sufletul și creierul unei afaceri de familie, în care este ajutat de copiii săi, un băiat și o fată, Călin și Alina, ambii având studii muzicale și pasiunea de a educa prin muzică.

## Biografie

### Biografie timpurie
Născut la  Sărmașu în județul Mureș, oarecum accidental, pe când mama sa călătorea, Constantin, alintat Costi va crește și va locui în Cluj, ca fiu al lui unui fost campion național la motocicletă, care era și prim-secretar de plasă, dar și director de cadre la Sinterom.

### Trupa Break Group
Cei doi fondatori ai trupei Compact, Teo Peter și Costi Cămărășan, erau prieteni din parcul adolescenței lor, Gheorgheni, din Cluj, „unde zeci de tineri clujeni se adunau, seara, pentru a cânta la chitară. [Acolo] s-au împrietenit și au înființat Break Group, care s-a destrămat după trei ani, odată cu plecarea fiecăruia din ei în armată. ” 

### Trupa Compact
Revenit după satisfacerea stagiului militar Costi lucrează ca sculer-matrițer, meseria pentru care tatăl său l-a făcut să întrerupă liceul pentru „a avea o meserie”. Continuând pasiunea sa din copilărie, aceea de a cânta rock cu chitara sa, plănuia de mult să constituie o a doua formație de muzică rock.
O va face, pentru a doua oară, după Break Group, avându-l alături de el pe Teo Peter, co-optând pe Cornel Moldovan, Marius Luca, Balacs Laszlo (Loți) și pe un student din Congo, Pascal Goelot, care era student în Cluj la Educație Fizică și Sport). Cei doi cofondatori plus cei alți patru, au înființat formația Compact, cu care au început să aibă turnee în Transilvania, „oraș de oraș, fiindcă așa se făceau turneele pe vremea aceea”. Au urmat concerte pe litoralul românesc, în perioada de vară, unde au cântat până în 1985.
Succesul a venit într-o formulă de șase, apoi de cinci, când Pascal a trebuit să plece înapoi în Congo. Astfel, în 1981, trupa originară Compact obține Marele Premiu Perpetuum Vox Transilvania la Mediaș, unde Peter și Cămărășan i-au cunoscut pe Paul Ciuci și pe Aurel "Lențu" Vasilescu, care erau fondatorii și membri trupei Telegraf, din Câmpia Turzii.

### Remaniere masivă a Compact-ului
Deși trupei i se rezervase un viitor aparent strălucit, întrucât după sesiunea de concerte și angajamente de vară a anului 1981, Compact urma să înregistreze primul lor album Electrecord, totuși - aproape pe nepusă masă - situația pare a deveni fără ieșire, întrucât în urma unui conflict intern, trio-ul Balacs, Luca și Moldovan părăsesc pentru întotdeauna trupa.
După plecarea (în toamna lui 1981) ai celorlalți trei din formula Compact-ului, Peter și Cămărășan îi cooptează pe cei doi muzicieni turdeni, Ciuci și Vasilescu (pe care îi cunoscuseră și „testaseră” la Mediaș), în echipa trupei Compact, care va rămâne așa până în 1988. 

### Anii plini de succes (1981-1988)
Între 1981 și 1988, trupa Compact va repurta succes după succes, va lansa melodii devenite foarte cunoscute și dragi publicului larg din România și va înregistra albume. Talentul componistic al lui Costi Cămărășan, Teo Peter, Paul Ciuci și Leluț Vasilescu, precum și profesionismul celor patru componenți de bază, la care se adăugau și orchestrațiile muzicale reușite, lungile turnee prin țară și distribuirea melodiilor trupei la radio vor contribui la o perioadă foarte fertilă de șapte ani, în care trupa Compact va cunoaște iubirea publicului român succesul comercial și cel al criticilor de specialitate. 

### Compact B și Compact C
În 1988 se va produce a triplă sciziune, Ciuci va pleca în Statele Unite ale Americii, iar Cămărășan și Peter înșiși nu vor mai fi în stare să aibă același tip de parteneriat solid, care fusese atât de plin de succes în trecut, generând două formații separate, Break Group și Compact.
Ca urmare a triplei segregări, de care se pare că „forțe adverse” nu fuseseră străine, aproape simultan, Teo Peter va înființa formația Compact B (prescurtare pentru Compact București) mutându-se la București, iar Costi Cămărășan va rămâne la Cluj, înființând formația Compact C (prescurtare pentru Compact Cluj).